# Фёдоров, Николай Дмитриевич
Николай Дмитриевич Фёдоров (7 мая 1918, Бийский район — 8 апреля 1944, Красноперекопский район, Крымская АССР) — старший сержант Рабоче-крестьянской Красной Армии, участник Великой Отечественной войны, Герой Советского Союза (1945).

## Биография
Николай Фёдоров родился 7 мая 1918 года в селе Новиково (ныне — Бийский район Алтайского края). Окончив школу, работал сначала в колхозе, затем в сельском совете. В феврале 1940 года Фёдоров был призван на службу в Рабоче-крестьянскую Красную Армию. С 1941 года — на фронтах Великой Отечественной войны. В боях три раза был ранен.
К апрелю 1944 года старший сержант Николай Фёдоров командовал пулемётным расчётом 848-го стрелкового полка 267-й стрелковой дивизии 63-го стрелкового корпуса 51-й армии 4-го Украинского фронта. Отличился во время освобождения Крыма. 8 апреля 1944 года расчёт Фёдорова одним из первых переправился через озеро Айгульское в Красноперекопском районе и открыл огонь из пулемёта, нанеся противнику большие потери. В том бою Фёдоров получил ранение, но продолжал сражаться, пока не погиб. Похоронен в братской могиле в селе Красноармейское Красноперекопского района Крыма.
Указом Президиума Верховного Совета СССР от 24 марта 1945 года за «образцовое выполнение боевых заданий командования на фронте борьбы с немецкими захватчиками и проявленные при этом отвагу и геройство» старший сержант Николай Фёдоров посмертно был удостоен высокого звания Героя Советского Союза. Также был награждён орденом Ленина и медалью.
В честь Фёдорова названа улица в его родном селе.